# Esqui aquático nos Jogos Pan-Americanos de 2019 - Truques masculino
A competição de truques masculino foi um dos eventos do esqui aquático nos Jogos Pan-Americanos de 2019, em Lima. Foi disputada na Laguna Bujama nos dias 28 e 29 de julho.

## Calendário
Horário local (UTC-5).
| Data        | Horário | Fase         |
| ----------- | ------- | ------------ |
| 28 de julho | 11:30   | Preliminares |
| 29 de julho | 12:40   | Finais       |

## Medalhistas
| Ouro   | MEX Patricio Nelson  |
| Prata  | CAN Dorien Llewellyn |
| Bronze | USA Adam Pickos      |

## Resultados

### Preliminares
Os oito melhores atletas se classificaram para a final.
| Colocação | Atleta             | Nacionalidade      | Resultados | Notas |
| --------- | ------------------ | ------------------ | ---------- | ----- |
| 1         | Patricio Nelson    | MEX México         | 11580      | Q     |
| 2         | Adam Pickos        | USA Estados Unidos | 10720      | Q     |
| 3         | Dorien LLewellyn   | CAN Canadá         | 10170      | Q     |
| 4         | Federico Jaramillo | COL Colômbia       | 9210       | Q     |
| 5         | Felipe Miranda     | CHI Chile          | 7800       | Q     |
| 6         | Rodrigo Miranda    | CHI Chile          | 7780       | Q     |
| 7         | Felipe Franco      | PER Peru           | 7320       | Q     |
| 8         | Rafael de Osma     | PER Peru           | 6650       | Q     |
| 9         | Tobías Giorgis     | ARG Argentina      | 6360       |       |
| 10        | Ignacio Giorgis    | ARG Argentina      | 5890       |       |
| 11        | Taylor Garcia      | USA Estados Unidos | 4190       |       |
| 12        | Álvaro Lamadrid    | MEX México         | 3140       |       |

### Finais
| Colocação         | Atleta             | Nacionalidade      | Primeira passagem | Segunda passagem | Resultados | Notas |
| ----------------- | ------------------ | ------------------ | ----------------- | ---------------- | ---------- | ----- |
| Medalha de ouro   | Patricio Nelson    | MEX México         | 4670              | 6700             | 11370      |       |
| Medalha de prata  | Dorien LLewellyn   | CAN Canadá         | 4320              | 6110             | 10430      |       |
| Medalha de bronze | Adam Pickos        | USA Estados Unidos | 4470              | 5670             | 10140      |       |
| 4                 | Felipe Miranda     | CHI Chile          | 4140              | 5360             | 9500       |       |
| 5                 | Felipe Franco      | PER Peru           | 6370              | 1810             | 8180       |       |
| 6                 | Federico Jaramillo | COL Colômbia       | 3260              | 4670             | 7930       |       |
| 7                 | Rafael de Osma     | PER Peru           | 4020              | 2450             | 6470       |       |
| 8                 | Rodrigo Miranda    | CHI Chile          | 4970              | 680              | 5650       |       |